# 大塚範一
大塚 範一（おおつか のりかず、1948年〈昭和23年〉9月28日 - ）は、日本のフリーアナウンサー、総合司会者。元NHKアナウンサー。

## 来歴
東京都江戸川区小岩出身。
信条は「身の丈程の放送を背伸びせず、縮こまらず、のびやかに」。趣味はゴルフ、ドライブ。2014年時点で結婚していない。
江戸川区立小岩第三中学校卒業後、東京都立両国高等学校に入学。高校在学中は新聞部に所属していたほか、進学校である同校で落ちこぼれとなっていたことがあり（後述の2013年4月発表の闘病記での記述より）、高校卒業後は1年浪人して早稲田大学政治経済学部経済学科に入学。
早稲田大学政治経済学部教授の岩井方男と坪井善明は高校の同級生。特に岩井とは両国高校の新聞部出身で、早大の学部・学科も一緒という共通点がある。

### NHKアナウンサー
1973年、早大卒業後にスポーツアナウンサーを志してNHKに入局。同期に池上彰・宮本隆治・国井雅比古・佐塚元章などがいる。
1982年8月8日、第64回全国高等学校野球選手権大会1回戦・佐賀商業高校対木造高校戦で、佐賀商業の投手・新谷博がノーヒットノーランを達成した時のテレビ放送の実況を務めた（あとアウト1つで夏の大会史上初の完全試合になるところだった）。
スポーツニュースのキャスターを担当後、『クイズ百点満点』でバラエティ番組にも進出。人気アナウンサーとなる。退職直前には『NHK歌謡コンサート』の司会に内定していた。

### フジテレビ専属→フリーアナウンサー
1994年3月にNHKを退職し、翌4月からフジテレビ『めざましテレビ』の初代総合司会を担当。長らくフジテレビの「朝の顔」を務める。このフリー転身はフジテレビからの「引き抜き」によるものであり、しばらくの間はフジテレビと専属契約した後、朝日放送（現在：朝日放送テレビ）『現代進行形TV イマジン!』を皮切りに他局番組への出演もこなすようになる。
2006年にフジテレビ『メントレG』にゲスト出演した際、『めざましテレビ』の初期において、NHK出身であるが故にCMの入り方が分からず苦労したことを明かした（本人曰く「CMの入り方は八木さんに任せていた」とのこと）。
「フリーになっていなかったらどうしていたと思いますか?」と聞かれた時、「『その時歴史が動いた』（NHK）の司会に興味がある」と答えた。大塚がフリー転身を考えた理由の1つに、オリンピック中継のキャスターを務めることが出来なかったことを挙げている（大塚は各種スポーツ実況が得意であったため）。なお、大抵のフリーアナウンサーは事務所に所属しているが、大塚は文字通りフリーランスの立場でのフリーアナウンサーである。理由として、1995年の『朝日新聞』のインタビューで「今まで組織の中で長くやってきた。だから今度は組織に縛られずやっていきたい」と述べている。
朝から生放送の『めざましテレビ』を受け持つようになってから、健康管理には徹底しており、どんなに忙しくても、5時間の睡眠と1時間の仮眠を心掛け、毎朝3時に起床し頭がしっかり回転するよう朝食をしっかり摂り、ヨーグルトを欠かさず食べていた。また自身の好きなゴルフなどをするなど暇さえあれば体もマメに動かしていたという。その他、嫌煙家でもある。
番組で共演する女性アナウンサー・キャスターと食事をするなど交流の場を多く持ってきた。大塚はこれを番組を続けていく上の大きな活力として公言していたという。
平日朝の『めざましテレビ』と平行して、フジ『情報プロジェクトS』→『土曜LIVE ワッツ!?ニッポン』でも総合司会を務めた時期があった。
1996年7月に放送されたフジテレビ系列の毎年夏の恒例イベントFNS27時間テレビ・『FNSの日十周年記念 1億2500万人の超夢リンピック』では、当時フジテレビアナウンサーであり、『めざましテレビ』で総合司会コンビを組んでいた八木亜希子と恒例の朝一列島中継形式で「1億2500万人の超夢リンピック 全国名所でバスケット・フリースロースーパー大予選会」の総合司会を務めた。

### 最初の白血病発症
2011年11月2日から体調不良を理由に『めざましテレビ』の出演を休業。急性リンパ性白血病と診断を受け治療を受けることになる。大塚は同年11月7日放送分の『めざましテレビ』に生電話出演し、闘病生活へ入った経緯について他の出演者や視聴者に向け説明を行った。『めざましテレビ』の総合司会はフジテレビアナウンサーの伊藤利尋が代行した。この電話出演の際に「完全復帰は（2012年の）3月・4月頃になるんじゃないかと思います」と語った。この後、大塚のもとには約3000通の激励メッセージが寄せられたという。
しかし、回復になお時間がかかることが判明したことから『めざましテレビ』への復帰を断念し、2012年2月28日、フジテレビアナウンサーの三宅正治に後任を託す形で総合司会をバトンタッチすることが発表された。このバトンタッチに伴い、大塚本人のコメントも発表された。そして、『めざましテレビ』のリニューアルに伴い、2012年3月30日、本人不在のまま正式に番組を降板。大塚は同日の放送にも生電話出演しており、「（自分は）元気過ぎる入院患者」「現在は半年かかる長期治療のおよそ3分の1が終わった状態で、強い副作用がなければ普段と変わらない生活を送れている」「秋口にはスタジオに行きたい」などと語った後、スタジオ出演者に1人ずつメッセージを述べた。また、入院中の大塚を見舞った当時フジテレビアナウンサーの中野美奈子も『情報プレゼンター とくダネ!』で「凄く元気で、食べ物も沢山召し上がっている」と大塚について語った。
2012年7月7日、フジテレビが開催する『お台場合衆国』内サンサンアイランド会場内特設ステージで『桑田佳祐の音楽寅さん』（7月11日放送）の公開収録ライブを行った桑田佳祐（『めざましテレビ』の2010年度のテーマソング『EARLY IN THE MORNING』を担当。桑田は2010年8月に食道癌を患っている）が「私達は大塚キャスターを待っていますので早く帰って来てね!」と大塚の早期復帰を願うコメントをした。桑田の妻である原由子も大塚への応援コメントを発言した。
入院生活および『めざましテレビ』休業・降板という状況の中、2012年2月中旬に母親（享年94）を亡くした。この時、大塚の体調が相当悪かったため、母親の最期は看取れず、大塚は通夜・葬儀にも出席できなかった。母親の死は無菌室のベッドの上で姉（長女）から聞き、「ああぁ、やっぱり最悪の事態になっちゃったな」と思い、ちょっと虚空を見つめて茫然自失という感じだったと、著書『耐えて、咲く』で振り返っている。また、同年2月25日開催の『めざましテレビ』で総合司会コンビを組んだ高島彩の結婚披露宴にも体調不良により参加できず（ビデオレターや手紙を送ることもできなかった）、事前に高島に「おめでとう」と伝えるに留まった（2010年10月1日放送分の『めざましテレビ』において、同日出演最終日で結婚間際だった高島に「今度は結婚式でスピーチさせてください」と話していたが、叶わなかった）。
闘病生活は試練続きだったという。『女性自身』は「入院直後から抗がん剤を用いた化学療法を始めました。この時期は副作用で吐き気やめまいがして起きていられなくなり、ただ寝て1日が過ぎるのを待つという苦しい日々が続いたそうです。当初はこの年8月末に退院する予定でしたが、後1か月で退院という時に感染症や合併症を併発。2か月間は命を失いかねない危険な状況だったそうです。大塚さんは『よく助かったなというのが実感』と語っていました」とのフジテレビ関係者の談話を掲載した。
寛解（完治ではないが、病状が一時的あるいは永続的に軽減また消失すること）と診断され、2012年10月1日に退院を果たす。退院後の生活については「自宅から定期的に通院し、検査を行いながら体力の回復を図る」と発表した。本格的な仕事復帰については、体調を見ながら年明けか新年度を目指すとしていた。
なお、病院側は大塚の退院にあまり積極的ではなかったという。医療関係者が「再発もしやすい病気ですし、病院外では感染症の危険も増すので、病院としては、できれば退院させたくなかったそうです。ですが、退院が延期になって落ち込む大塚さんを見て、『そのストレスが回復の妨げになっているのではないか』と判断して、退院を決めたようです」 と語っている。大塚が早期復帰を希望したのは「生きる気力を見出すこと」と「高額な入院費・治療費の捻出のため」とされる。
10月16日放送分には生電話で、10月24日放送分にはVTRで『めざましテレビ』に出演を果たした。前者では「外の景色はいいですね。晴れてもいい、雨が降ってもいい、本当にすがすがしい気持ちです。外の空気がおいしい」「いつ退院できるか、そういう日が来るのか、不安と葛藤があった」と告白した上で、視聴者から寄せられた3000通もの応援メッセージが孤独な闘いの救いだったと語った。
退院後は帽子を被って黙々と散歩をして、復帰に向けて体力作りに励んできた。同年10月には鹿児島県の霧島温泉に旅行し、この温泉旅行中、フジテレビアナウンサーの軽部真一による10月24日放送分のVTR出演にも応じた。
2013年2月4日放送の『めざましテレビ』に生出演し、461日ぶりテレビ生出演を果たした。同時に4月開始の『アゲるテレビ』の総合司会を務めることが発表される。『アゲるテレビ』では、『めざましテレビ』担当時に一時期（2005年4月 - 2011年3月）裏番組『ズームイン!!SUPER』（日本テレビ）の総合司会を務めていた西尾由佳理とコンビを組むことも決まっていた。
同年2月6日には3月18日放送のテレビ朝日『クイズプレゼンバラエティー Qさま!!』の収録に、3月12日には4月4日放送のフジテレビ『VS嵐』3時間スペシャルの収録に臨んだ。

### 白血病再発後
しかし、本格復帰目前の2013年3月16日、白血病が再発したことが判明する。フジテレビは、大塚が『アゲるテレビ』への出演予定を当面キャンセルし、再び闘病生活に専念することを発表した。なお、『アゲるテレビ』は1%台を記録するなど低視聴率に苦しみ、フジテレビとしては異例なことに僅か半年で打ち切られ、大塚が一度も出演することなく番組は終了した。
大塚の白血病治療について、骨髄移植は困難であると考えられた。3人の姉は高齢のため骨髄提供は難しい状態（姉達は提供希望の意思）であったことや、大塚本人もこの時点で60代であったことなどから、手術を受けるには厳しいとされた。
同年4月、講談社から闘病記『耐えて、咲く』を発表した。
同年9月、退院。同年10月5日放送の『めざましテレビ』特別番組に生電話出演し、臍帯血移植手術をしたことを明かした。また、血液型A型の少女が血液ドナーだったため、移植手術を受けて血液型がB型からA型に変わったことを明かした。
2014年5月4日放送のフジテレビ『ワンダフルライフ』にもゲスト出演し、以後、情報・バラエティ番組へのゲスト出演を時折行っていた。だが、2015年5月の『世界HOTジャーナル』を最後にテレビ出演を、2017年1月のラジオ番組を最後にメディア出演を行っていない。
2018年6月、それまで個人事務所の役員を単独で担っていたが、看病をする姪も役員に就任させた。同年10月には姪を受託人として、自分の所有する不動産を信託目録にしたことも明かされている。

## 主な出演番組

### NHK時代
- 初の冠番組（1976年10月）
- NHKニュース
- 第64回全国高等学校野球選手権大会（実況、1982年）
- 若い広場（「執念の着地」―障害を越えて―、1982年3月1日）：インタビュアー[24]
- 北陸東海（1982年4月 - 1984年3月）：名古屋局制作のローカル番組、月1回「大塚アナウンサーのいってきまーす」シリーズを担当[25][26]
- 全日本卓球選手権大会（実況、1984年）
- ライスボウル（実況）
- NFL中継（実況）
- サンデースポーツスペシャル（1985年4月7日 - 1986年11月2日）[27]
- きょうのスポーツとニュース（土曜日、1985年4月 - 1987年3月）
- クイズ百点満点（1988年4月 - 1994年3月）
- 第42回NHK紅白歌合戦（ラジオ実況、1991年12月31日）

### フジテレビ専属→フリーランス
- めざましテレビ（1994年4月1日 - 2012年3月30日、フジテレビ）：初代総合司会
- 生さんま みんなでイイ気持ち!（1995年10月 - 1995年12月、フジテレビ）
- 月曜日が待ち遠しい!（1996年10月 - 1998年3月、東海テレビ）
- 天才!ヒポカンパス（1996年4月 - 1996年9月、フジテレビ）
- 情報プロジェクトS（2001年10月 - 2002年3月、フジテレビ）：総合司会
- 土曜LIVE ワッツ!?ニッポン（2002年4月 - 2006年9月、フジテレビ）：総合司会（編集長）[22]
- 現代進行形TV イマジン!（2002年4月 - 2003年3月、朝日放送）[22]
- 産直限定!通販バトル（2003年、テレビ東京）
- 交通バラエティ 日本の歩きかた（2003年10月 - 2004年3月、フジテレビ）[22]
- 情報ドラマチック もくげき!（2005年4月 - 2005年9月、TBS）
- 賢コツ!!（2008年5月 - 2009年9月 、テレビ朝日）
- 東京スカイツリー!! 秘密大公開SP（2010年9月24日、テレビ東京）
- 日本の今を学ぶ! 新聞読み解きバラエティ よむテレビ（2010年12月30日、テレビ東京）

### 映画
- みんなのいえ（2001年6月9日、東宝）：花屋 役
- 劇場版 ゲゲゲの鬼太郎 日本爆裂!!（2008年12月20日、東映）：本人 役